# 河本政則
河本 政則（かわもと まさのり、1972年12月24日 - ）は、大阪府枚方市生まれの彫師・俳優。TATTOO STUDIO NEEDLEオーナー【初代　彫 政統(ほり まさむね)】、枚方映画制作委員会 会長。2012年のゆうばり国際ファンタスティック映画祭でグランプリを受賞した『大阪外道 OSAKA VIOLENCE』で通称"非道"役として俳優デビュー。2013年には監督デビューも果たした。

## 略歴
- 1972年 大阪府枚方市に生まれる。在日韓国人3世。大阪府立淀川工業高等学校を中退。その後バンド活動をし、数々のグループのボーカルを担当。
- 1998年 小さい頃から興味があった刺青の世界へ入る。それと同時に映像で肌に刺青の絵を描く「肌絵」に出会い初めて肌絵の経験をする。
- 1999年 TATTOO STUDIO NEEDLE を設立。絵は昔から得意で、枚方市にあった大阪建設学院で美術の講師を務めたこともある。
- 2004年 TATTOO MAGAZINE "TATTOO fashion" インタビュー掲載。以後数々の雑誌に掲載。
- 2012年 映画『大阪外道』で俳優デビュー。
- 2013年 プロモーションビデオ『旧サイレン』で監督デビュー。(ROCK BAND Chodin)
- 2021年 枚方映画制作委員会を立ち上げる。
- 2024年 NEEDLE MAX株式会社　設立、取締役就任

## 監督・監修作品

### 映画
- 2013年、『ムンシン 刺青』監督、脚本
- 2014年、『えぇがな』監督、脚本、出演
- 2016年、DVD『放送デキナイ死ノ動画』1〜5、監修担当
- 2016年、DVD『狂気霊映像 ノゾキアナ』、監修担当
- 2022年、『不檄〜男たちの生きた証〜』監督

### ミュージック・ビデオ
- 旧サイレン（2013年） ROCK BAND Chordin
初監督作品。

## 出演・肌絵

### 映画
- 京都夜想 第一部：優雅な屠殺者（2005年） 肌絵担当、John Foster監督
- サイコ・イコール（PSYCHO＝）（2008年） 肌絵担当、阿見松ノ介監督
- VIOLENCE PM（2009年） 肌絵担当、石原貴洋監督
- 大阪外道 OSAKA VIOLENCE（2015年） 飛高道玄 通称"非道"役で出演、石原貴洋監督
- The Salad Rudies（2012年)　肌絵担当、浅沼直也監督
- 大阪蛇道 Snake of Violence （2015年)　彫師役で出演、肌絵担当、石原貴洋監督
- パンチメン（2012年)飯塚士郎役で出演、田中健詞監督
- SLUM-POLIS（2013年)肌絵担当、二宮健監督
- 雨に溺れて（2013年)　肌絵担当、市川拓弥監督
- TOKYO TRIBE2（2013年） ブッバタウン住民役で出演、肌絵担当、園子温監督
- 恋の映画を作ろう（2013年） 中辻役、大木ミノル監督
- 時空脱獄NINJA ジライヤ（2013年） マサ役、肌絵担当、大木ミノル監督
- 月夜釜合戦（2013年） 肌絵担当、エキストラ出演、佐藤零郎監督
- CONTROL OF VIOLENCE(2015年） 肌絵担当、石原貴洋監督
- 天の茶助（2015年） 肌絵担当、SABU監督
- Zアイランド（2015年） ゾンビ役で出演、肌絵担当、品川ヒロシ監督
- 虎影（2015年） 肌絵担当、西村喜廣監督
- クラブのジャック〜美しき謎（2015年） ヤクザ役で出演、白康澤宏監督
- ザ・レバー（2015年） ヤクザ役で出演、石原貴洋監督、小林でび監督
- 何も成し遂げず死ぬこと（2015年） ファンタジー中野役で出演、山口雅和監督
- RE:BORN（2016年） 肌絵担当、下村勇二監督
- オロチ〜OROCHI〜（2016年） ヤクザ役で出演、肌絵担当、大木ミノル監督
- 逆光の頃（2017年） 出演、小林啓一監督
- 全員死刑（2017年） 肌絵担当、小林勇貴監督
- 音量を上げろタコ!なに歌ってんのか全然わかんねぇんだよ!!（2018年） 肌絵担当、三木聡監督
- ギャングース（2018年） 肌絵担当、入江悠監督
- 大阪少女（2018年) 喧嘩夫婦 夫役で出演、石原貴洋監督
- HiGH&LOW THE WORST（2019年） 肌絵担当、久保茂昭監督
- マーブリングマイマイ（2019年）肌絵担当、佐藤有一朗監督
- 爆裂魔神少女 バーストマシンガール（2019年） 肌絵担当、小林勇貴監督
- 浅田家!（2020年）肌絵担当、中野量太監督
- TOKYOドラゴン飯店（2020年）肌絵担当、西村喜廣監督
- 灰色の壁〜歯車〜(2020年)出演、安藤光造監督
- バウムクーヘン（2021年）肌絵担当、田中健詞監督
- 下町任侠伝　鷹3（2021年）肌絵担当、浅生マサヒロ監督
- シモキタブレイザー（2024年）彫師役で出演、安藤光造監督

### ドラマ
- 連続ドラマ『破門』第2話　(BSスカパー!、2015年） 彫晋役で出演、木村ひさし監督、森淳一監督
- 『東京ヴァンパイアホテル』（Amazonプライム・ビデオ、2017年） 肌絵担当、園子温監督
- 『GIVER 復讐の贈与者』（テレビ東京、2018年） 肌絵担当、小林勇貴監督・小路紘史監督・西村喜廣監督
- 連続任侠ドラマ『すじぼり(U-NEXT、2019年)彫師役で出演、肌絵担当、小林勇貴監督
- 連続ドラマ『ムショぼけ』（朝日放送テレビ、2021年）肌絵担当、アベラヒデノブ監督
- 『欲望の街』第６話 男姐の仁義（U-NEXT、2024年）肌絵担当、萩庭貞明監督

### ミュージック・ビデオ
- Z DUB（2015年） 肌絵、制作担当 | 卍LINE(窪塚洋介)、般若・SHINGO☆西成
- 三代目J Soul Brothersライブの中で流れる映像でELLYに肌絵。
- 4Wheels 9Lives（2021年） MV中のコンビニ店員に肌絵 | Ken Yokoyama（横山健）
- Independence Day（2022年） 出演 | IamSnap

## 雑誌
- TATTOO fashion
  - vol.02 p56〜p59　特集が組まれました。
  - vol.03 p22 裸の王様 in FUJIYAMA CAFE （2004年8月7日開催）
  - vol.04 p18 HAPPY HALLOWEN （2004年10月31日開催）
- TATTOO LIFESTYLE
  - vol.08 p19 TATTOOとCAFEのコラボ、公開TATTOO EVENT （2005年10月15日開催）
  - vol.12 p38〜p39 TATTOO&VISUAL NIGHT （2006年4月29日開催）
  - vol.13 p38〜p39 グリム最終ツアーライブ666 & NEEDLE TATTOO 公開ライブ
  - vol.22 p28〜p29 百鬼夜行 vol.01 （2008年5月9日開催）
- TATTOO BURST
  - vol.17 p23 feel （2004年8月31日開催）

## その他の参加作品
- 2014年 西村喜廣忍者怒られナイト〜大阪出張編〜 メイン司会：西村喜廣監督
- 2015年 西村喜廣監督 映画『虎影』公開記念トークライブ